# Lokša

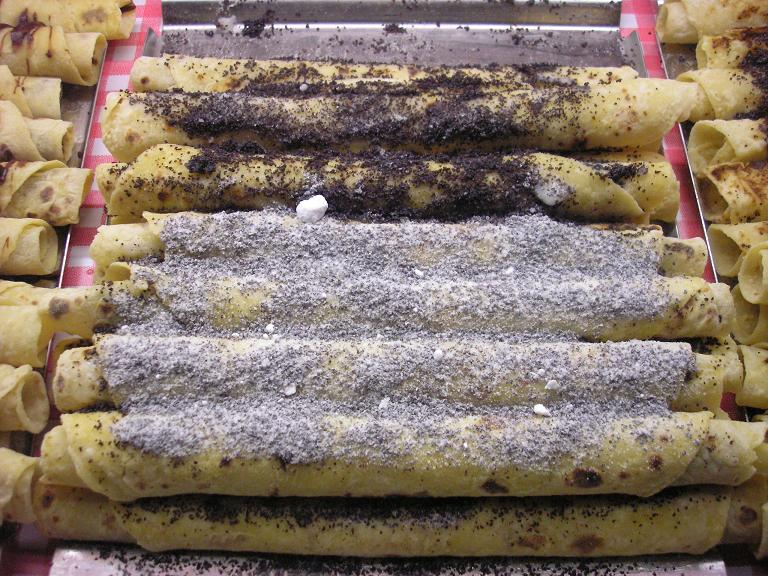
Süße lokšen mit Staubzucker und Mohn

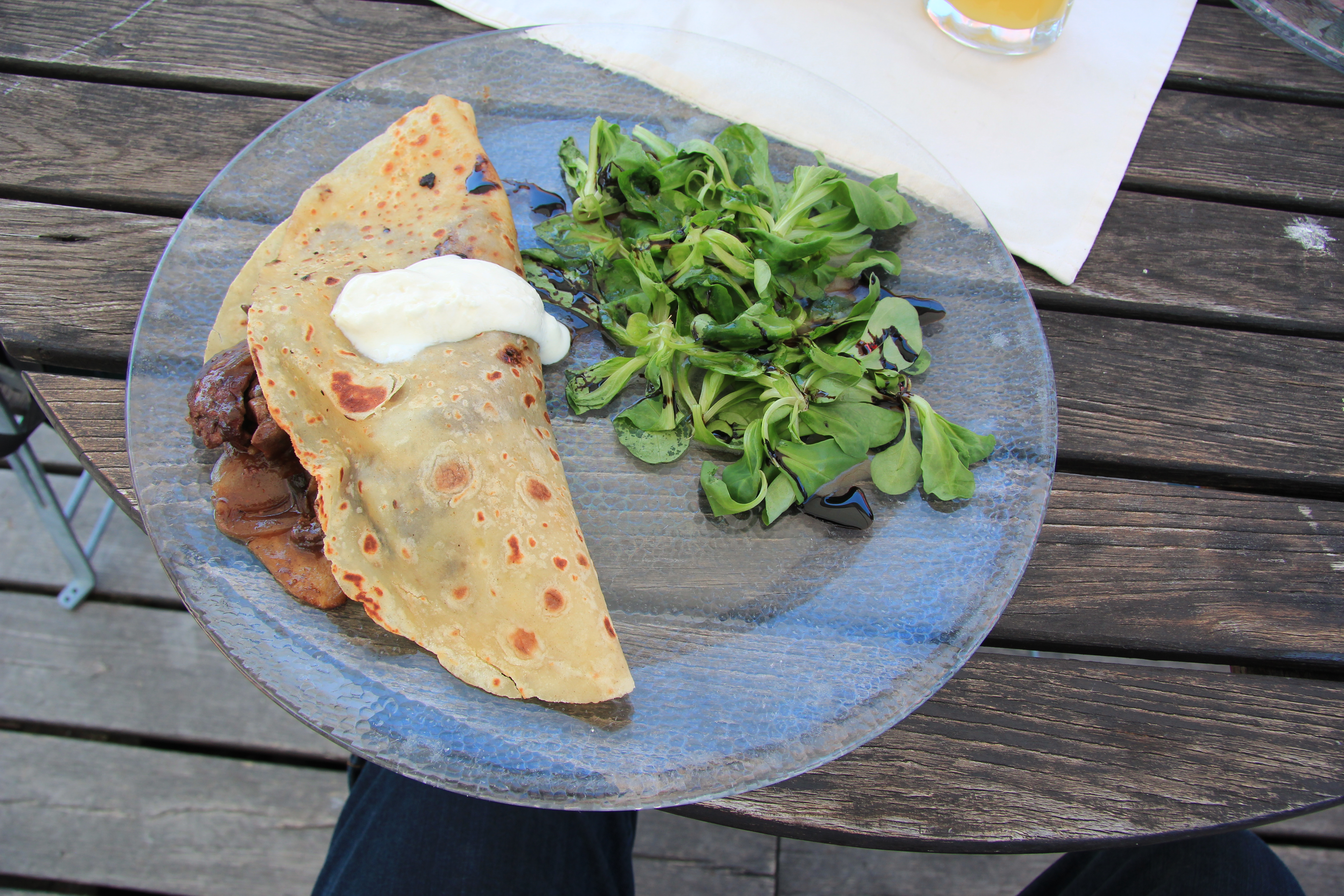
Lokša mit Hühnerleber und Vogerlsalat

Die Lokša (ˈlɔkʂa oder Lokše ˈlɔkʂe) ist ein Kartoffelfladen aus der Westslowakei und Südmähren in Tschechien. In Südmähren ist Lokše auch ein Begriff für breite Nudeln für Suppen.

## Name
Lokša ist auch regional bekannt als lata, přesňák, šumpál oder patenta in Tschechien und lokeš oder lokoš in der Slowakei.

## Rezept
Die lokšen werden aus geriebenen Pellkartoffeln hergestellt. Diese werden für den Teig mit Mehl und Salz vermischt. Der Teig wird zu dünnen Fladen ausgerollt, die auf einer heißen Platte ohne Fett gebacken werden. In der Slowakei ist die salzige Variante beliebter, bei der die fertigen Fladen mit flüssigem Schmalz oder Gänseschmalz bestrichen und zur Suppe abgeschmeckt oder mit Sauerkraut oder Hackfleisch gefüllt werden. Der Ort Slovenský Grob ist besonders bekannt für Gänselokšen.
In Mähren bereitet man traditionell süße lokšen zu, die mit Marmelade bestrichen, wie Pfannkuchen aufgerollt und mit Mohn und Zucker bestreut und manchmal auch mit geschmolzener Butter übergossen werden.